# Acid tereftalic
Acidul tereftalic este un acid dicarboxilic aromatic cu formula C6H4(COOH)2.  Acest solid incolor este un compus important, fiind utilizat în general ca precursor pentru producerea poliesterului tereftalat de polietilenă (PET), folosit la fabricarea textilelor și sticlelor din plastic. Câteva milioane de tone sunt produse anual. Este izomer cu acidul ftalic și cu acidul izoftalic.